# Bisdom Vila Real
Het bisdom  Vila Real (Latijn: Dioecesis Villaregalensis) is een rooms-katholiek bisdom met als zetel Vila Real, hoofdstad van het district Vila Real, in Portugal. Het bisdom is suffragaan aan het aartsbisdom Braga.

## Geschiedenis
Het bisdom werd opgericht op 20 april 1922, uit delen van het bisdom Bragança e Miranda, Lamego en aartsbisdom Braga. 

## Parochies
Het bisdom had in 2020 een oppervlakte van 4.273 km2 en telde 192.465 inwoners waarvan 89,1% rooms-katholiek was.

## Bisschoppen
- João Evangelista de Lima Vidal (23 mei 1923 - 31 mei 1933)
- António Valente da Fonseca (31 mei 1933 - 10 januari 1967)
- António Cardoso Cunha (10 januari 1967 - 19 januari 1991)
- Joaquim Gonçalves (19 januari 1991 - 17 mei  2011)
- Amândio José Tomás (17 mei 2011 - 11 mei 2019)
- António Augusto de Oliveira Azevedo (11 mei 2019 - heden)